# Лучия Марлиани
Лучия Марлиани, наречена la Baietta (на италиански: Lucia Marliani; * ок. 1445, Милано, Миланско херцогство, † 1522, пак там), е италианска благородничка, метреса на миланския херцог Галеацо Мария Сфорца. Считана е за най-красивата жена на времето си в Милано.

## Произход
Лучия е дъщеря на Пиетро Марлиани и на втората му съпруга Катерина д'Анджера. Има четири сестри:
- Орсиния († пр. 1473)
- Чечилия, съпруга на Кристофоро Ландриани
- Вероника, съпруга на юриста Алесандро да Ро
- Франческина.

Има и една полусестра от първия брак на баща ѝ.
Баща ѝ е богат търговец, произхождащ от клона на Винченцо Марлиани. Навремето Винченцо, кастелан на Порта Джовия (една от портите на Милано), удържа крепостта под атаката на гвелфите и я дава на херцог Филипо Мария Висконти. През 1412 г. херцогът му дава феодите Мелцо и Росате (подселище на днешно Комацо) като благодарност за лоялността му към рода Висконти.
Чичовците на Лучия по бащина линия са Микеле Марлиани – епископ на Тортона и херцогски съветник, Джакомо Марлиани – от Капитаните и защитниците на Communitas Ambrosiana, Джовани Антонио Марлиани – протойерей на църквата „Санта Мария дел Монте“ във Варезе и Джорджо Марлиани – херцогски камерхер и дворцов благородник. Всички те са гибелини и поддръжници на новия херцог на Милано Франческо I Сфорца и на неговия род.

## Биография
След смъртта на баща си Лучия получава богата зестра. На 24 април и на 4 юни 1473 г. съпругът ѝ граф Амброджо Раверти декларира, че е получил 1200 флорина и богат набор от дрехи и кожи, които е наследил от съпругата си след преждевременна смърт на сестра ѝ Орсиния.
През 1474 г. в двора на миланския херцог Галеацо Мария Сфорца Лучия се запознава със самия херцог, който се влюбва лудо в нея. По онова време той е женен за Бона Савойска и първоначално твърди, че Лучия е любовница на брат му Лудовико Сфорца. Говори се, че е съществувал все още неоткрит договор между херцога и съпруга на Лучия – граф Раверти, според който последният е бил задължен да няма сексуални отношения със съпругата си. В замяна на това херцогът го е назначил за подест на Комо и за капитан на правосъдието в Милано, и му дал 4000 дуката, а сестрите му са получили добра партия за съпрузи и зестра от 2000 дуката.
Влюбеният херцог обсипва метресата си с щедри подаръци. Броят и стойността на дрехите и бижутата, които Галеацо Мария ѝ дава за трите им години връзка, са значителни. Те включват превъзходен златен кръст със скъпоценни камъни – дело на златаря Диониджи да Сесто и висулка с голям рубин, вграден в пеликан, държащ смарагд и голяма перла на стойност 12 хил. дуката. През май 1475 г. Сфорца купува за Лучия от Лоренцо де Медичи благороден шпинел, бивша собственост на крал Алфонсо V Арагонски, на стойност 10 хил. дуката. Освен това при Порта Верчелина в Милано той ѝ купува дворец за 4000 дуката. Дворецът, съборен през 1876 г., се е намирал до замъка до Порта Джовия (Замъка на Сфорците), и е бил богато обзаведен за случая с копринени завеси, гоблени и чаршафи, както и с печка и сребърен скрин на стойност минимум 1000 дуката; фасадата му е била изписана с херцогския герб и други хералдически мотиви от Джакомино Визмара и Бонифачо да Кремона. За неговата поддръжка херцогът дава на Лучия приходите от канала Навильо дела Мартезана на стойност 1000 дуката годишно в допълнение към 200-те дуката апанаж и собствеността над владение близо до него на стойност 3000 дуката.
С акт от 9 януари 1475 г. Галеацо Мария Сфорца дава на Марлиани и на наследниците ѝ графска титла, феодите и енориите Мелцо и Горгондзола със съответните им замъци, както и правото да носят фамилията Висконти и да приемат благородническия му герб. Освен това феодът на Лучия е независим от Миланското херцогство, с което херцогът създава политическа аномалия, т.е. държава в държавата. За сметка на това Лучия се задължава да няма сексуални отношения със съпруга си или с други мъже без изричното одобрение на херцога. Малко след това тя получава и феодите Дезио и Марлиано.
Миланският херцог не пропуска да възхвалява любимата си, като поръчва стихове за нея на професионални поети като флорентинеца Бернардо Камбини. Десет анонимни сонета за Лучия вероятно са написани от някои от поетите в двора като Гаспаре Висконти, Филфо и Белинчони.
Лучия посещава миланския двор, за да присъства на тенис срещите, обичани от Сфорца и играни в специална зала. Тя обаче е дискретна жена и не желае да завързва близки контакти с двора. За разлика от останалите роднини на херцога, молещи постоянно за услуги, за нея се знае, че отправила само една молба за помилване към любовника си в полза на някой си Корнелио Балбо, когото Сфорца е бил осъдил на смърт.
Когато на 26 декември 1476 г. херцогът умира намушкан на прага на църквата „Санто Стефано“ в Милано, започват и проблемите за Лучия. Начело на регентския съвет е поставена съпругата на убития Бона Савойска. Съветът кара Лучия да се откаже от титлата и феодите Мелцо и Горгондзола, както и да върне подарените ѝ бижута. Въпреки това през 1487 г., при управлението на новия херцог на Милано Лудовико Мавъра – брат на убития, на Лучия е върната титлата „графиня“, а отнетите ѝ феоди са дадени на Отавиано – законороденият от съпруга ѝ син, поставен под херцогското крило. През 1497 г. херцогът ѝ дава собствеността върху палата и градините на Кузаго точно пред портите на Милано, принадлежали на съпругата му Беатриче д’Есте, заедно с годишен доход, който ще ѝ бъде изплащан директно от миланския двор. През 1475 г. тя наследява и имуществата на чичо си Микеле, епископ на Тортона.
Сериозно болната от воднянка Лучия пише завещание на 14 декември 1522 г., с което дарява 400 имперски лири на Благочестивото място на благотворителността. Умира на 15 декември 1522 г. на около 67-годишна възраст в дома си при Порта Нуова, енория „Сан Бартоломео“ в Милано. Погребана е в параклиса „Сан Микеле“ (собственост на семейството на съпруга ѝ) в църквата „Сан Пиетро“ в Джесате.

## Брак и потомство
∞ 1471 за Амброджо Раверти (* 1447, † 1504), граф, от когото има трима сина и четири дъщери:
- Пиетро Агостино Раверти (ок. † 1559), ∞ за Иполита Мантегаца, дъщеря на Амброджо Мантегаца, от която има трима сина
- Джероламо Раверти, ∞ за Антония Висконти, от която има три дъщери
- Джован Пиетро Раверти
- Амброзина Раверти
- Катерина Сузана Раверти
- Лукреция Раверти
- Джеролама Раверти

Има и две извънбрачни деца от херцог Галеацо Мария Сфорца:
- Отавиано Мария Сфорца (* 1475, † 1545), епископ на Лоди от 1497 г. по волята на чичо му Лудовико Мавъра; епископ на Арецо, подкрепя политиката за възстановяване на Сфорца с умели дипломатически действия; епископ на Терачина, Сеце и Приверно от 1540 г.; има една извънбрачна дъщеря;[3]
- Галеацо Сфорца (* 1477, † 1515), граф на Мелцо.